# 南部義茂
南部 義茂（なんぶ よししげ）は、江戸時代の武士。陸奥国盛岡藩家老。遠野領主。遠野南部家（根城南部家、八戸氏）10代当主（31代当主）。

## 略歴
文政元年（1818年）、遠野南部家（根城南部家、八戸氏）9代当主（30代当主）八戸義堯の子として、陸奥国盛岡城内遠野屋敷に生まれた。幼名は「富五郎」。母は側室。
文政13年（1830年）5月3日に父義堯が死去し、6月に藩主利済に家督相続を許された。公式の生年の文化12年（1815年）は、家督相続時に当時の成年16歳に達していたとするための創作で実際は13歳、或いは10歳程度の年齢であったとされ、弟の富三郎（後の済賢）より3歳年下、或いは同年齢だったと伝わる。
富五郎は病弱だったため、実際は実年齢が上で、体も壮健な弟の富三郎を当主にすべきと主張する家臣もいた。相続時の生年の操作は藩主利済の黙認があった。家督相続にあたり、父義堯が家督を争った義恭支持派の家臣の処分が解除され、禄高を元に戻された。
文政13年（1830年）8月に名を先祖代々の通称に改めて「南部弥六郞」と名乗る。天保8年（1838年）9月17日、遠野領主として初めて入封し鍋倉城（鍋倉館）に入る。11月に盛岡の屋敷に帰還し12月28日死去。享年21。